# Cuba op de Olympische Zomerspelen 1960
Cuba nam deel aan de Olympische Zomerspelen 1960 in Rome, Italië. Voor de derde achtereenvolgende keer won het geen medaille.

## Deelnemers en resultaten

### Atletiek
| Olympiër          | Discipline             | Resultaat | Prestatie                                                                                        |
| ----------------- | ---------------------- | --------- | ------------------------------------------------------------------------------------------------ |
| Enrique Figuerola | 100m (m)               | 55e       | serie 1: 1ste in 10,4 kwartfinale 3: 2de in 10,4 halve finale 1: 2de in 10,4 finale: 4de in 10,3 |
| Ramón López       | hink-stap-springen (m) | 33e       | kwalificatie groep A: 12de met 14,53m                                                            |
|                   |                        |           |                                                                                                  |
| Bertha Díaz       | 80m horden (v)         | 55e       | serie 2: 5de in 11,84                                                                            |

### Boksen
| Olympiër         | Discipline | Resultaat | Prestatie                                     |
| ---------------- | ---------- | --------- | --------------------------------------------- |
| Esteban Aguilera | -60kg (m)  | 55e       | 1ste ronde: vrij 2de ronde: V van IRL O'Brien |

### Gewichtheffen
| Olympiër    | Discipline  | Resultaat | Prestatie                                                                                |
| ----------- | ----------- | --------- | ---------------------------------------------------------------------------------------- |
| Juan Torres | -67,5kg (m) | 15e       | drukken: 15de met 107,5kg trekken: 20ste met 97,5kg stoten: 8ste met 140kg totaal: 345kg |

### Schermen
| Olympiër          | Discipline | Resultaat | Prestatie                                   |
| ----------------- | ---------- | --------- | ------------------------------------------- |
| Abelardo Menéndez | degen (m)  | 55e       | 1ste ronde groep 7: 5de met 2 overwinningen |

### Turnen
| Olympiër         | Discipline               | Resultaat | Prestatie     |
| ---------------- | ------------------------ | --------- | ------------- |
| Julia Uria       | meerkamp individueel (v) | 123e      | 39,33 punten  |
| Yolanda Williams | meerkamp individueel (v) | 121e      | 42,098 punten |

### Worstelen
| Olympiër    | Discipline  | Resultaat   | Prestatie                                                  |
| Vrije stijl | Vrije stijl | Vrije stijl | Vrije stijl                                                |
| ----------- | ----------- | ----------- | ---------------------------------------------------------- |
| José Yatez  | -67kg (m)   | 17e         | 1ste ronde: V van FIN Peltoniemi 2de ronde: V van IND Gian |

### Zeilen
| Olympiër                             | Discipline | Resultaat | Prestatie                           |
| ------------------------------------ | ---------- | --------- | ----------------------------------- |
| Jorge de Cárdenas Carlos de Cárdenas | star       | 13e       | 2425 punten: (15-11-11-18-9-DNF-16) |

### Zwemmen
| Olympiër   | Discipline          | Resultaat | Prestatie              |
| ---------- | ------------------- | --------- | ---------------------- |
| Rubén Roca | 100m vrije slag (m) | 25e       | serie 6: 3de in 58,3   |
| Rubén Roca | 100m vrije slag (m) | 23e       | serie 5: 4de in 4.41,3 |

Afghanistan · Argentinië · Australië · Bahama's · België · Bermuda · Birma · Brazilië · Brits-Guiana · Bulgarije · Canada · Ceylon · Chili · Colombia · Cuba · Denemarken · Duits eenheidsteam · Ethiopië · Fiji · Filipijnen · Finland · Frankrijk · Ghana · Griekenland · Groot-Brittannië · Haïti · Hongarije · Hongkong · Ierland · IJsland · India · Indonesië · Irak · Iran · Israël · Italië · Japan · Joegoslavië · Kenia · Libanon · Liberia · Liechtenstein · Luxemburg · Malakka · Malta · Marokko · Mexico · Monaco · Nederland · Nederlandse Antillen · Nieuw-Zeeland · Nigeria · Noorwegen · Oeganda · Oostenrijk · Pakistan · Panama · Peru · Polen · Portugal · Puerto Rico · Roemenië · San Marino · Singapore · Soedan · Sovjet-Unie · Spanje · Suriname · Taiwan · Thailand · Tsjecho-Slowakije · Tunesië · Turkije · Uruguay · Venezuela · Verenigde Arabische Republiek · Verenigde Staten · Vietnam · West-Indische Federatie · Zuid-Afrika · Zuid-Korea · Zuid-Rhodesië · Zweden · Zwitserland